# Объединённый фронт за демократию против диктатуры

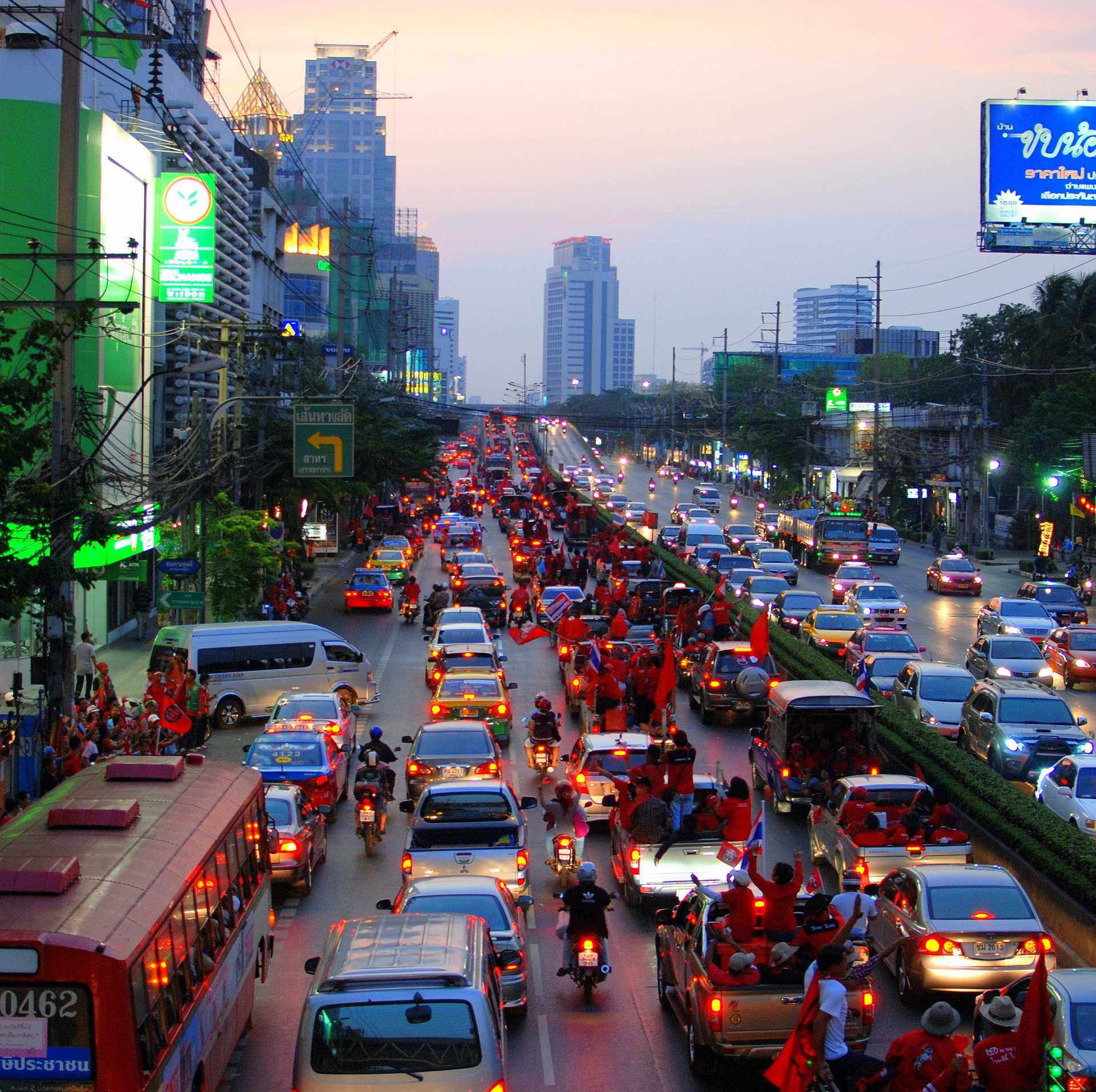
Демонстрация 20 марта 2010 года

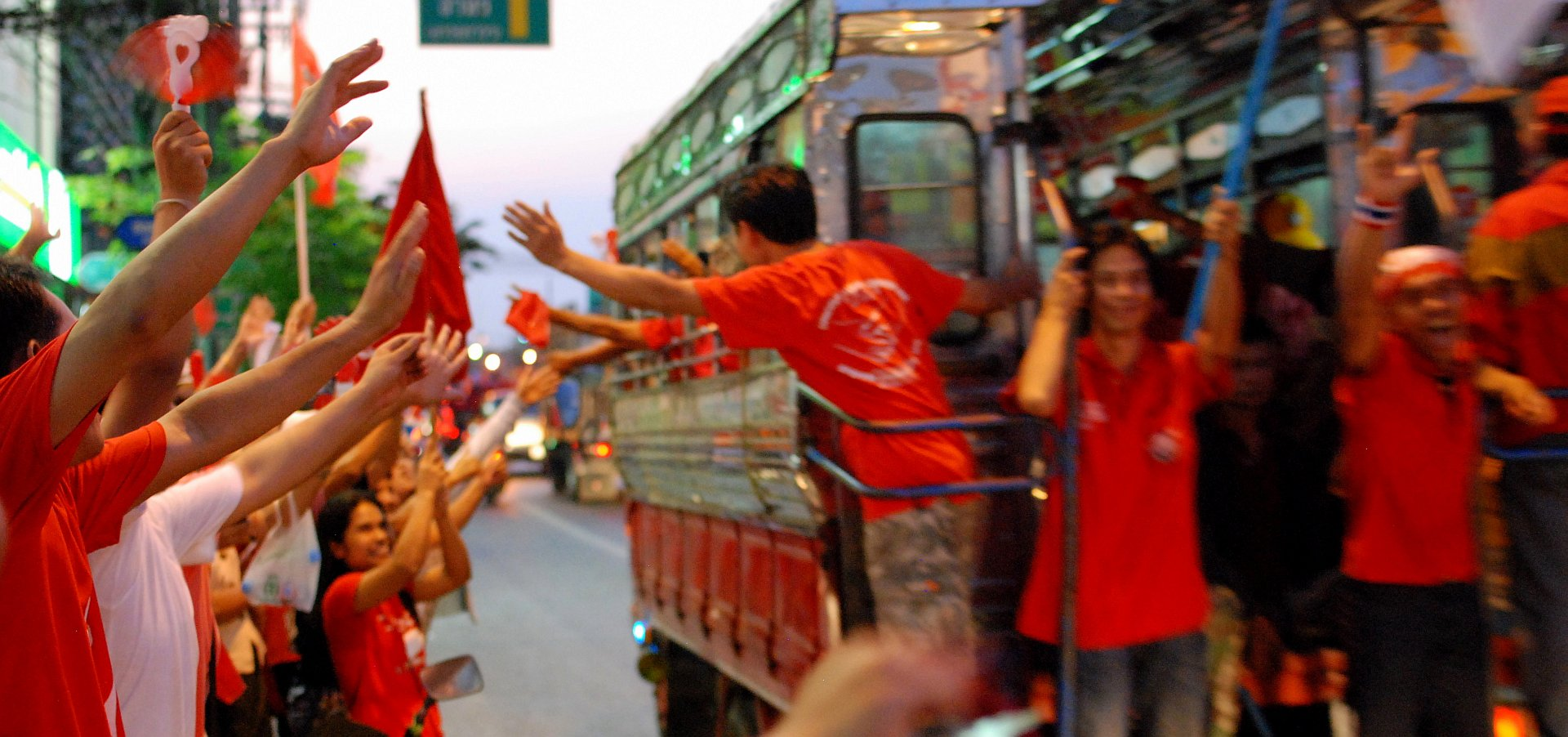
Демонстрация 20 марта 2010 года

«Объединённый фронт за демократию против диктатуры» (тайск. แนวร่วมประชาธิปไตยต่อต้านเผด็จการแห่งชาติ, сокращённо นปช., английская аббревиатура UDD, неофициально «краснорубашечники») — левое политическое движение в Таиланде, выступающая против «Народного альянса за демократию» (PAD), государственного переворота в Таиланде в 2006 году и сторонников переворота. Известные лидеры «краснорубашечников»: Джатупорн Промпан, Натавут Сайкуа, Веера Мусикапонг, Чаран Диттапичай и Вэн Тоджиракарн. Объединённый фронт за демократию против диктатуры вступил в союз с тайской партией Пхеу, которая была свергнута в результате военного переворота 2014 года. Перед национальными выборами в июле 2011 года сторонники движения утверждали, что правительство Апхисита Ветчачивы пришло к власти незаконно, при поддержке тайской армии и судебной власти. Объединённый фронт за демократию против диктатуры призвал распустить парламент Таиланда, чтобы можно было провести всеобщие выборы. Объединённый фронт за демократию против диктатуры обвинил внедемократическую элиту страны-военных, судей, некоторых членов тайного совета и других неизбранных должностных лиц в подрыве демократии путем вмешательства в политику. Движение состояло в основном из сельских жителей северо-востока (Исан) и севера Таиланда, городских низших классов из Бангкока и интеллектуалов. Хотя движение, похоже, получает поддержку от бывшего премьер-министра в изгнании Таксина Чинавата, не все члены УДД поддерживают свергнутого премьер-министра.

## История
Движение было сформировано в 2006 году, чтобы противостоять военному правительству и военному перевороту, в результате которого был свергнут бывший премьер-министр Таксин Чиннават за пять недель до запланированных выборов. Движение организовывало антиправительственные митинги во время правления военного правительства в 2006—2007 годах и выступало против военной конституции 2007 года. Протесты стихли только после парламентских выборов 2007 года, на которых победила «Партия народной власти» Чинавата. В ответ на насильственные антиправительственные митинги и захват Дома правительства «жёлторубашечниками» в мае 2008 года «Объединённый фронт за демократию против диктатуры» организовали контрдемонстрации, которые время от времени приводили к ранениям и смертям. После того, как премьер-министр Апхисит Ветчачива вступил в должность, «Объединённый фронт за демократию против диктатуры» возглавил крупные антиправительственные митинги в апреле 2009 года и марте-мае 2010 года, что привело к ожесточённым столкновениям с вооружёнными силами.
Движение призывало к замене Ammatayathipatai (อำมาตยาธิปไตย, аристократическое государство) — системы, в которой дворцовые лоббисты, военные и бюрократы игнорируют народный мандат — избирательную демократию. Одной из основных объектов критики движения был Прем Тинсуланон, глава тайного совета. Протестующие призывали к немедленной отставке Према с данной должности. Из-за настойчивых требований, чтобы инсайдеры дворца прекратили вмешиваться в политику, «краснорубашечники» подверглись критике со стороны «жёлторубашечников» как «антимонархическое» и даже «республиканское» движение, а многие веб-сайты и другие средства массовой информации, симпатизирующие «Объединённому фронту за демократию против диктатуры», были закрыты в соответствии со строгими законами Таиланда о королевстве. Лидеры и сторонники движения были заключены в тюрьму по тем же законам.

## Акции
В марте-апреле 2010 года «краснорубашечники» провели многотысячные акции протеста в Бангкоке: 5 апреля захватили здание Избиркома и 9 апреля — телекомпании Thaicom Plc. 9 января 2011 года «краснорубашечники» организовали митинг в центре Бангкока с требованием освободить под залог находящихся в тюрьмах лидеров движения. В митинге приняли участие более 30 тысяч человек.

## Позиция
Участники движения обвиняют правящие круги в недемократичности и в нелегитимности прихода к власти благодаря сговору военных и высших чиновников. Движение призывает к роспуску и перевыборам парламента.